# Приворотень гірський
Приворотень гірський (Alchemilla monticola) — багаторічна рослина роду приворотень (Alchemilla), родини розові (Rosaceae).
В Україні поширені також назви при́воротень пасту́ший, круглоли́ст, ла́пка котя́ча та фартушки́.

## Ботанічний опис
Стебла 20-50 см заввишки.

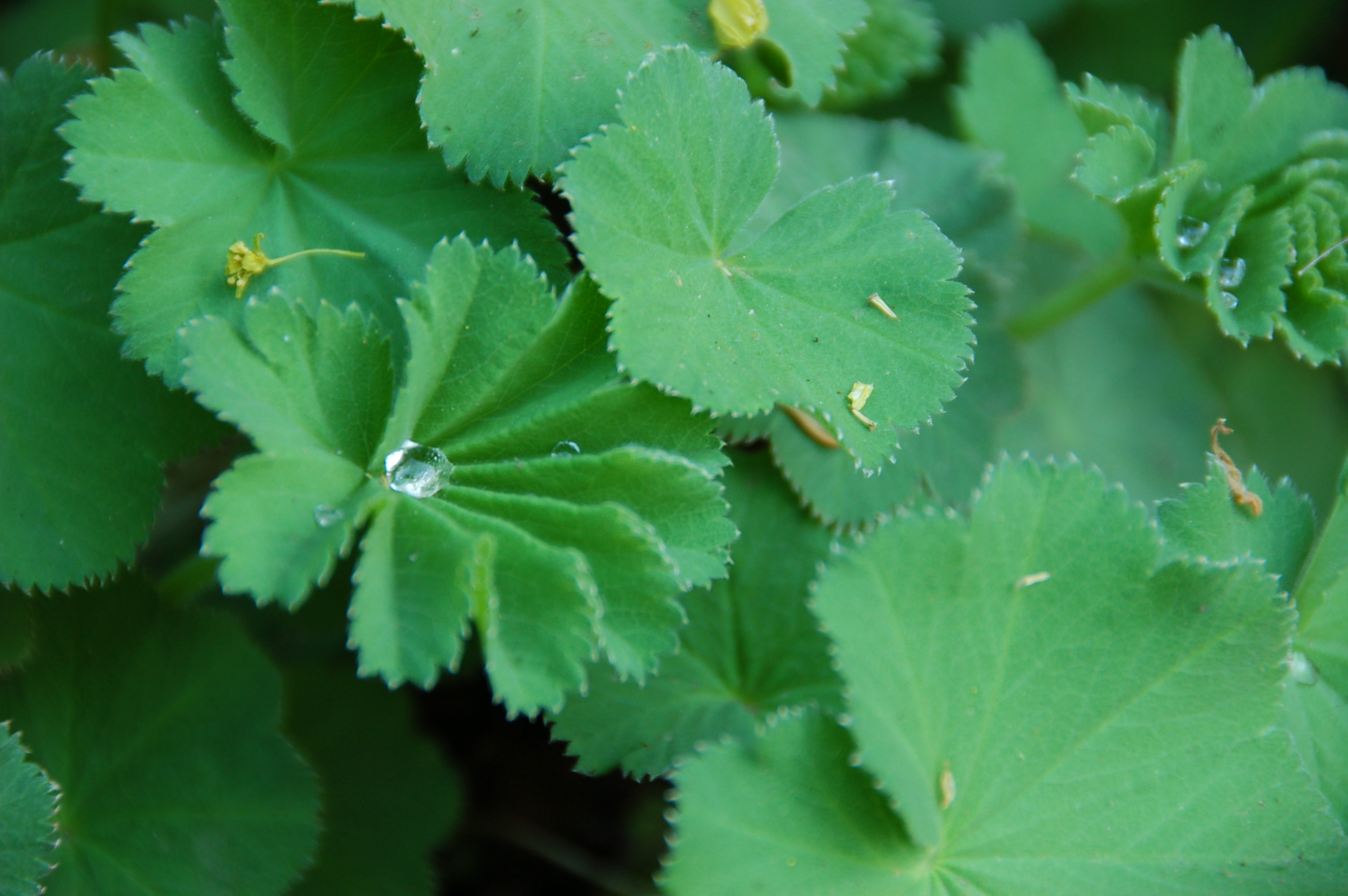
Листя приворотня гірського

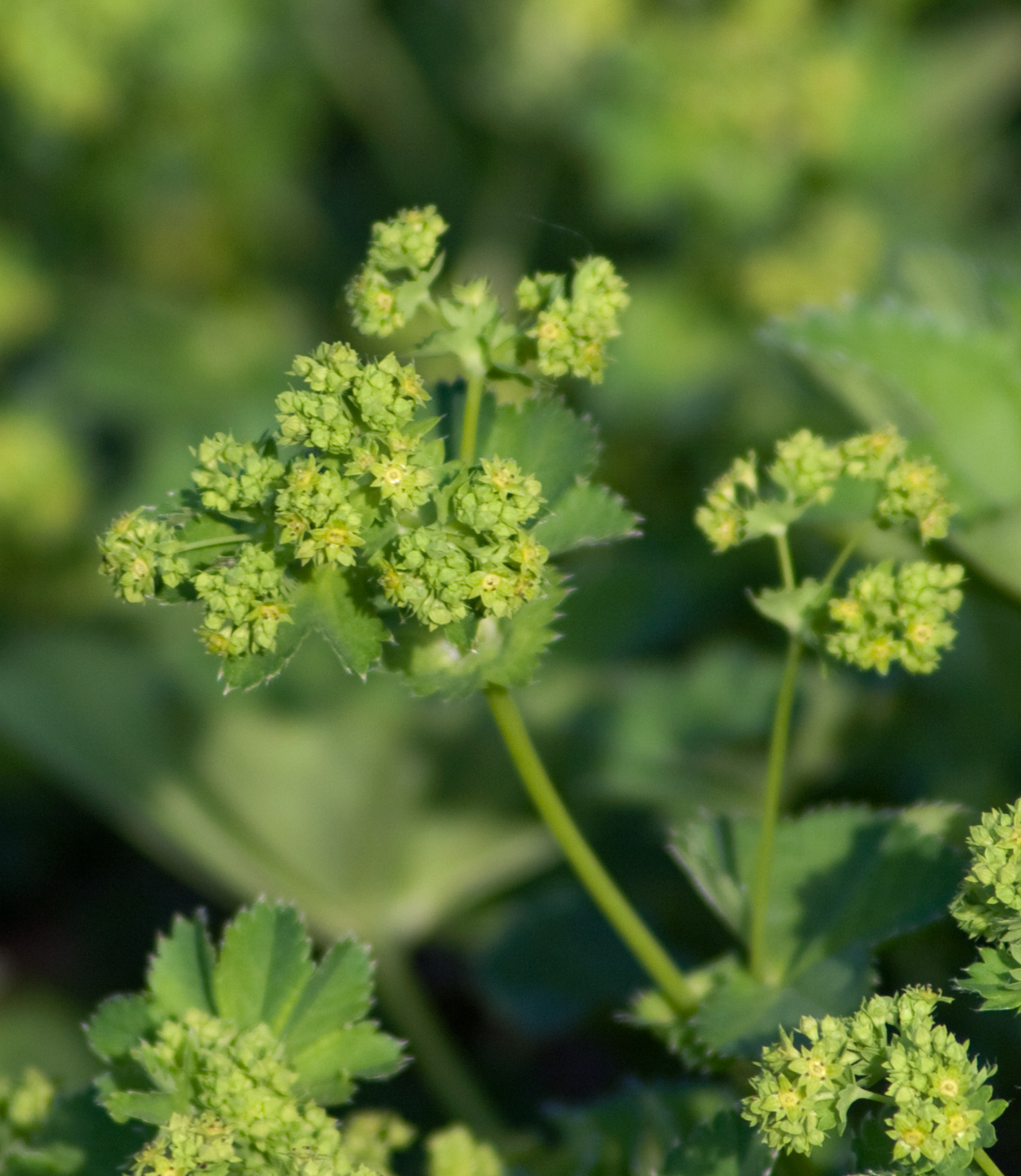
Квітки приворотня гірського

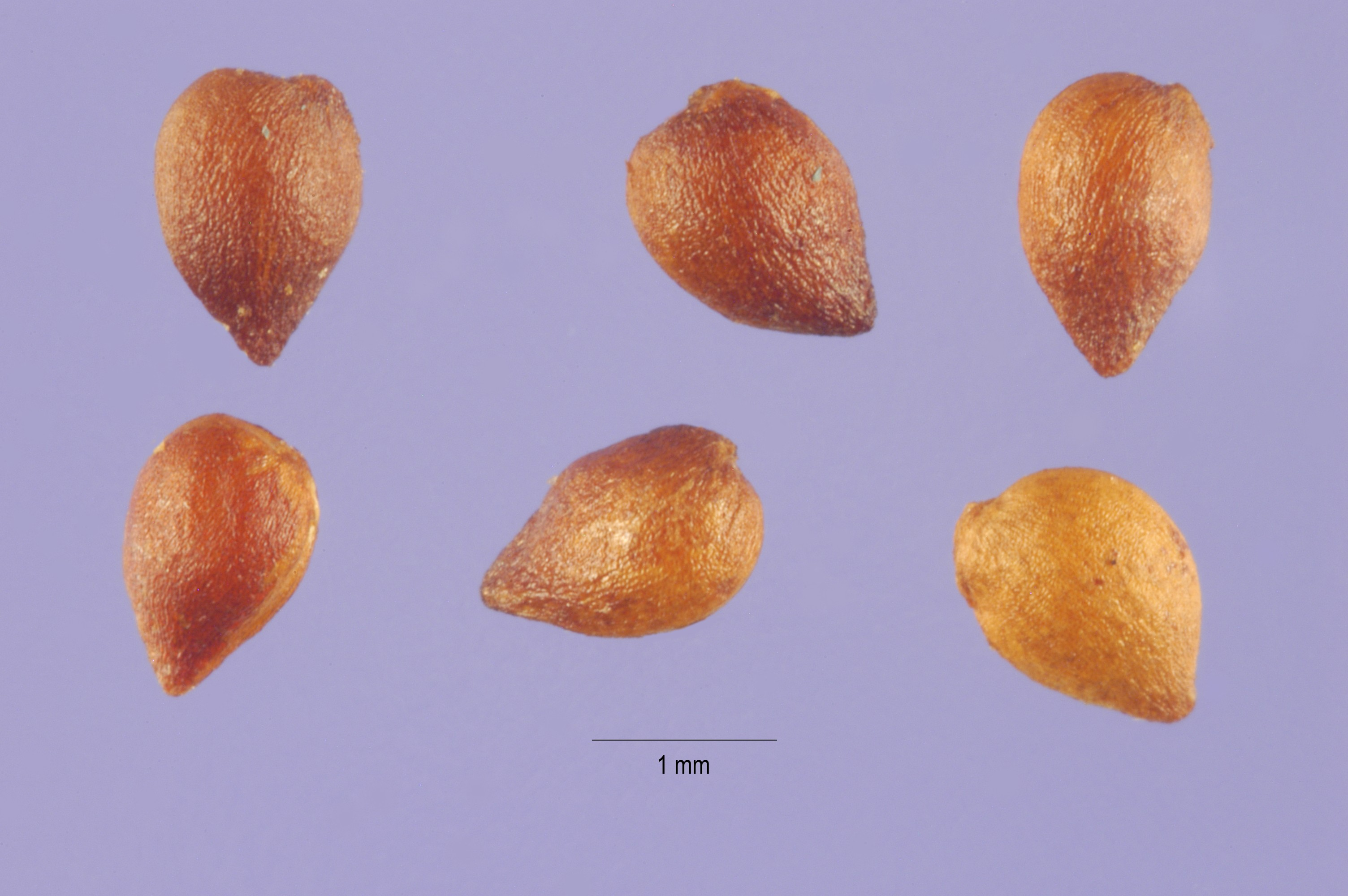
Насіння приворотня гірського

Листки з округлими лопатями, у кількості 9-11, надрізи між ними короткі, кожна лопать з 7-9 короткими гострими зубцями.

## Поширення
В Україні поширений на Поліссі та на півночі лісостепу, росте на луках та узліссях.